# Club Empresa Minera Huanuni
O Club Empresa Minera Huanuni, mais conhecido como Empresa Minera Huanuni, é um clube de futebol da cidade de Huanuni, Oruro, Bolívia. Joga na Copa Simón Bolívar, a segunda divisão do futebol boliviano.

## História
O clube nasceu da iniciativa dos trabalhadores da Empresa Minera Huanuni, uma companhia de propriedade da Corporación Minera de Bolivia (COMIBOL), e uma das maiores empresas mineiras da Bolívia.
A agremiação esportiva foi fundada com o nome de Club 31 de Octubre e disputou competições departamentais e interdepartamentais, com destaque para a Copa Símon Bolívar de 2010. No período, o clube foi presidido por Pedro Montes, que na época era Secretário Executivo da Central Obrera Boliviana, a maior organização sindical da Bolívia.
Pouco depois, o clube perdeu sua pessoa jurídica, conseguindo sua renovação no início de 2012 com um novo nome: Club Empresa Minera Huanuni. Com novos dirigentes, modificando um pouco o uniforme, mas mantendo o azul e amarelo presentes desde a fundação da instituição esportiva.

## Títulos

### Torneios locais
- Associação de Futebol de Oruro (5): 2012-13, 2014-15, 2017, 2018, 2019

## Jogadores Destacados
- Thabiso Brown[4]
- Victor Chila